# 平安装束

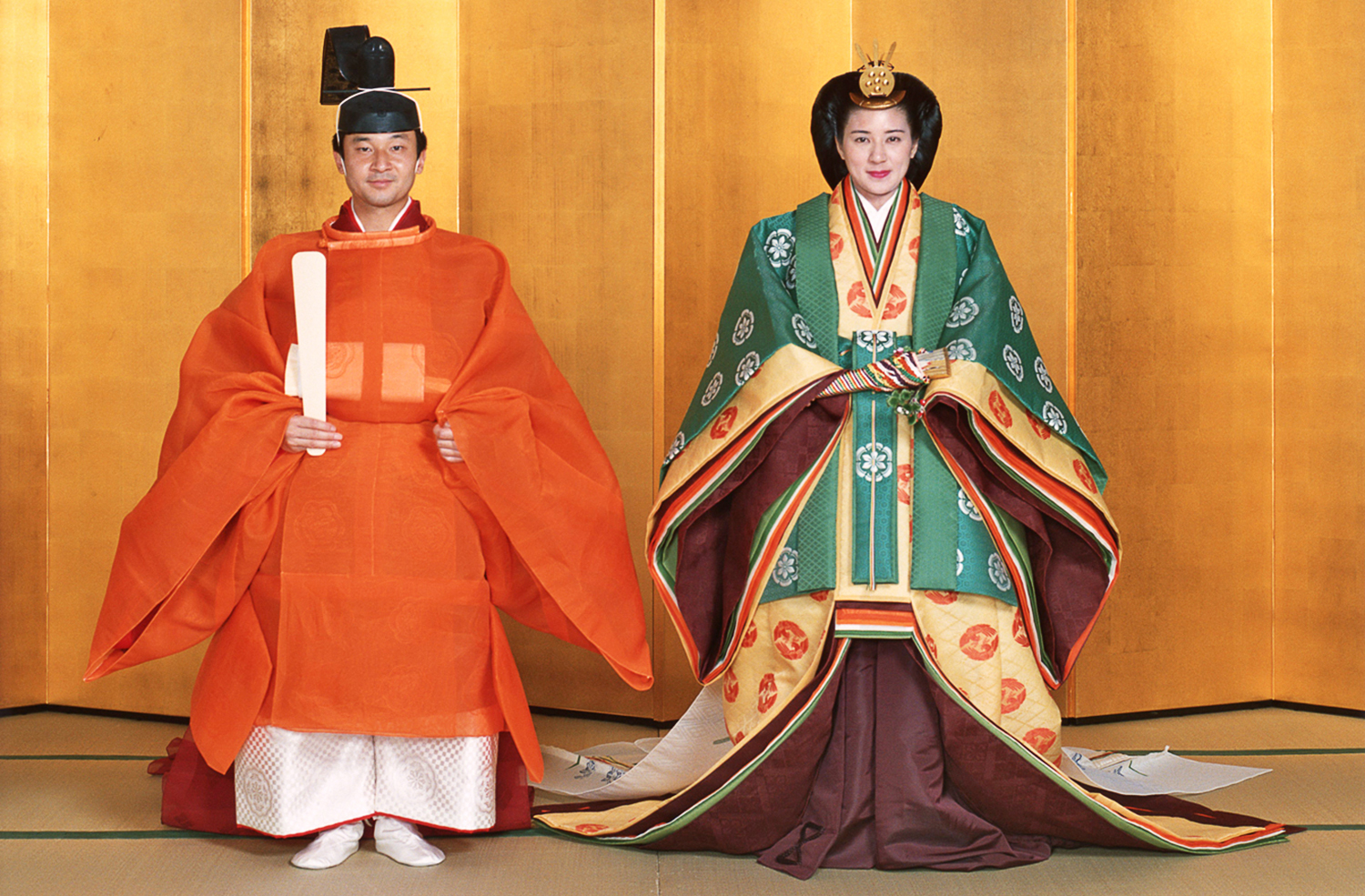
皇太子徳仁親王と小和田雅子の結婚の儀

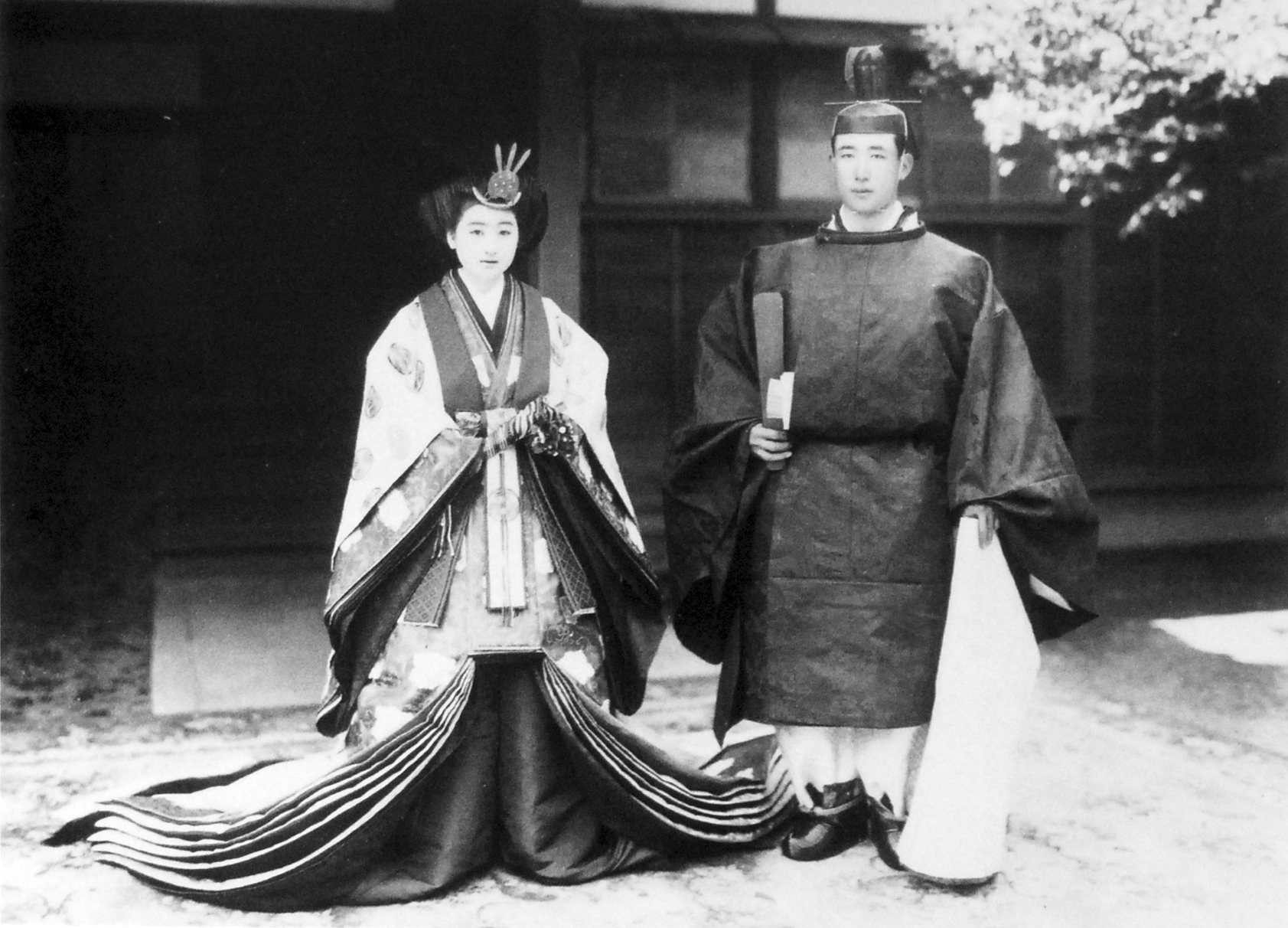
北白川宮永久王と同妃祥子

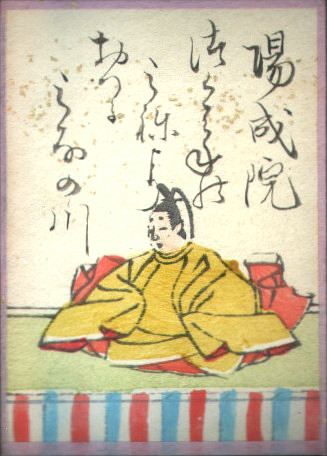
小倉百人一首に描かれた陽成天皇

平安装束（へいあんしょうぞく、旧字体：平󠄁安裝束）は、平安時代に確立された皇族・貴族の衣服。

## 概要
平安時代の日本の衣服については、『源氏物語絵巻』、『年中行事絵巻』、『伴大納言絵詞』などの絵巻物に描かれた人物像が重要な資料である。『日本後紀』、『続日本後紀』、『日本三代実録』、『日本紀略』、そして物語・日記などの書物も当時を知る資料である。しかし、平安時代の衣服は現在もわからないことが多い。これは衣服の原材料である絹・麻などの繊維は金属・木材に比べて極めて時間経過による劣化が激しく、時代を超えて残ることがほとんどないためである。
平安時代も中期までは服装について奈良時代と大きく違うことはなかったが、承和年間の遣唐使の途絶以降、あらゆる文化の側面に於いて中国大陸の文化の影響を離れた日本独自の国風文化が盛んになった。国風文化は衣服にも現れ、特に形状に於いて大振りなものとなった。織模様（紋）や染色技術の進展によって色彩に多様性が生まれ、朝廷における儀式行事に用いられることによって貴族の衣服は文化的な向上を見せた。また、大振りとなった装束に張りを持たせるため、強く糊を張った「強装束」（こわしょうぞく、「剛装束」）の登場によって、装束の形状変化は一定の終着に至った。なお、強装束は一人で着用することが困難となったため、装束の仕立てや着付けの技術、関連知識やマナーなどを体系化した衣紋道が生まれることとなった。
平安期に登場した装束はそれ以降も朝廷・幕府等の儀礼に用いられ、着装法や着装する儀式と装束の相関に様々な時代的変化を経たものの、形状等の基礎的な部分に於いては現代に至っても通底している。

## 考証による復元
平安時代以前の衣服と比べれば、平安時代の衣服の方がより詳しく分かっている。しかし専門家が考証する場合であっても、平安時代の衣服を復元する試みにおいては、推定により作っている部分が多い。京都府京都市下京区に風俗博物館があり、平安時代の日本の衣服を中心に、考証により復元された服が展示されている。

## 現代における人気
現代においては、皇族が、結婚の儀・立太子の礼・即位の礼などをはじめとした儀式・宮中祭祀において着用している。他に、公家・華族の流れを汲む旧家でも、行事や結婚の際に着用されている。
民間でも、平安時代に由来する、又は平安時代を復元した祭りの時代行列、曲水の宴等に見られる。
また、皇族・貴族が着ていたと言うイメージや、ひな人形として親しまれていることから、一般人の間でも婚礼衣装としても需要がある。平成以降では、皇族や有名人が平安装束で挙式した場合に、一時的ではあるがブームが起きている。1990年（平成2年）の秋篠宮夫妻の結婚時、1993年（平成5年）の皇太子夫妻の結婚時、2007年（平成19年）の女優・藤原紀香の結婚時に、それぞれ人気を集めた。
なお、昭和中期においては、このようなブームは無く、1959年（昭和34年）頃のミッチー・ブームの際でも、神社の宮司の娘が着用したことが雑誌で紹介されたのみである。

## 男性の装束

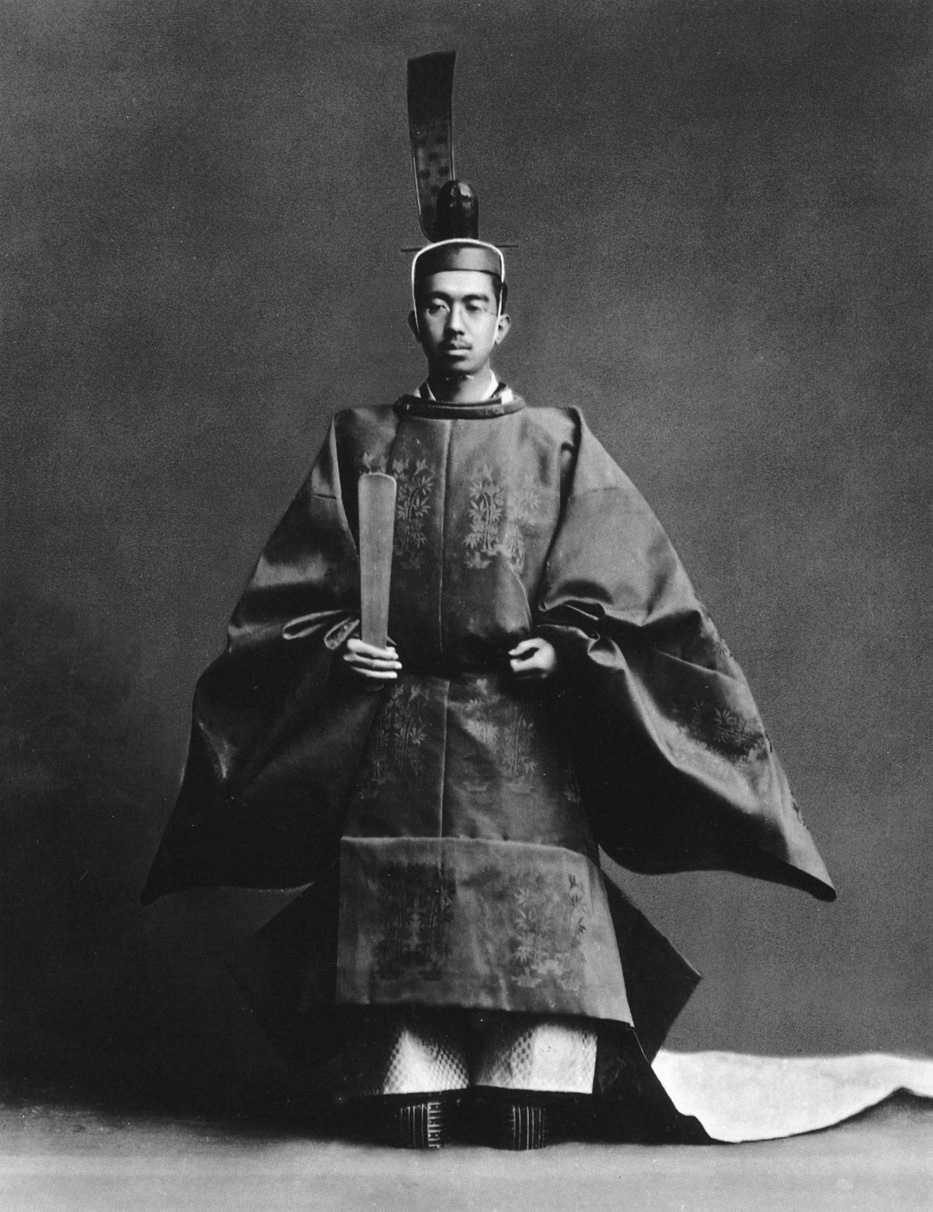
昭和3年11月、昭和天皇の即位礼

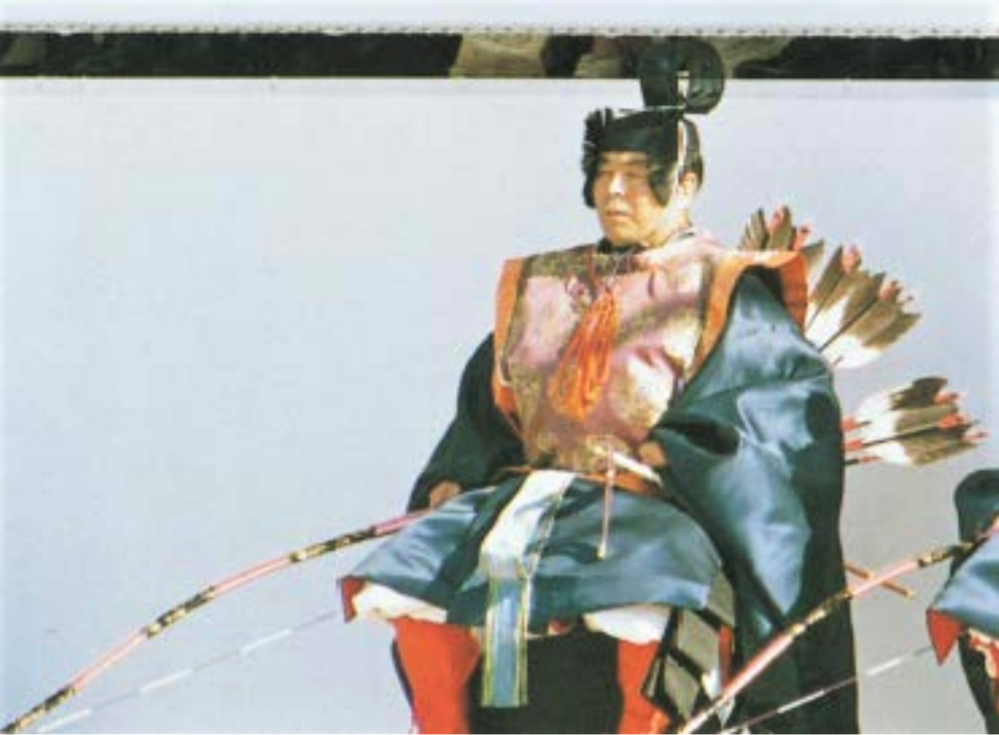
衛門（1990年、即位礼にて）

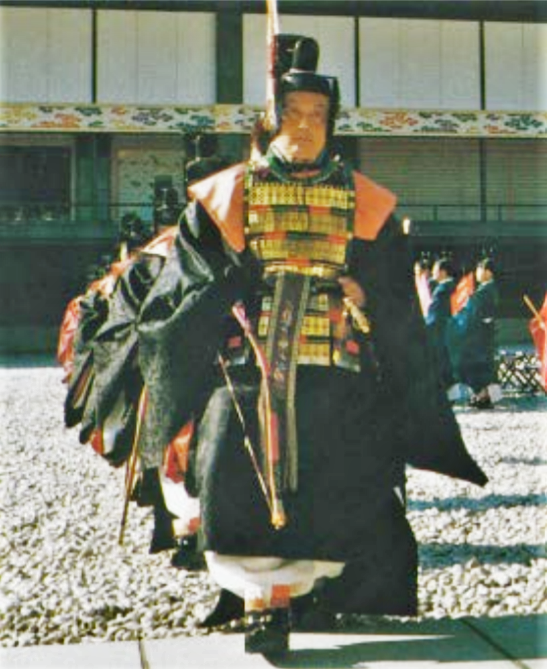
威儀の者（1990年、即位礼にて）

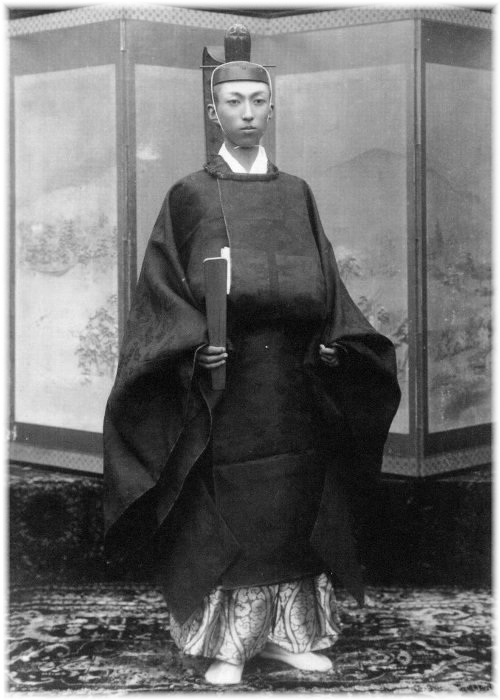
衣冠姿の芳麿王

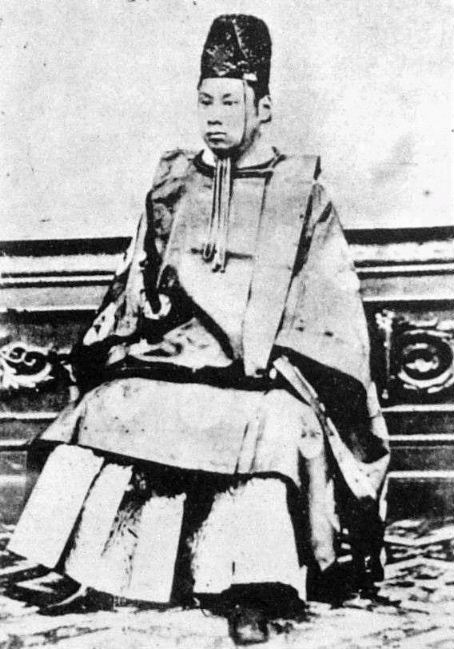
小直衣姿の有栖川宮熾仁親王

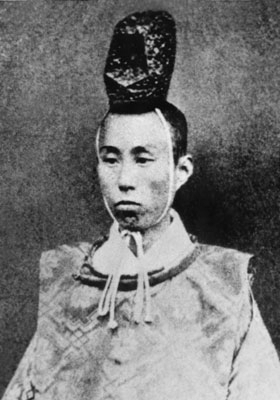
小直衣姿の三条実美

礼服
即位礼、朝賀に用いられた中国風の豪奢な装束。孝明天皇即位式まで最高礼装として用いられた。
文官束帯
文官の装束。天皇、文官、三位以上の武官が着用。構成は内側から、小袖（こそで）、大口袴（おおぐちばかま）、単（ひとえ）、表袴（うえのはかま）、下襲（したがさね）、裾（きょ）、縫腋袍（ほうえきのほう）、石帯（せきたい）。下襲の上に半臂（はんぴ）を着用することになっていたが、冬期は着なくても良い（着用しなくてもバレない）こととなり、後に廃された。下襲の下に衵（あこめ）を着用していたが、明治以降天皇・皇族以外は着用しないこととなった。身分が高いほど裾が長い。中務省の官人、参議以上の官職にある者は勅許を得て大刀を佩用する。
武官束帯
武官の装束。四位以下の武官が着用。なお、三位以上の武官は文官と同じ装束であり、従って黒色の武官束帯を着用していると自動的に四位の武官であると判別できる。構成は内側から、小袖（こそで）、大口袴（おおぐちばかま）、表袴（うえのはかま）、単（ひとえ）、半臂（はんぴ）、下襲（したがさね）、闕腋袍（けってきのほう）、石帯（せきたい）。文官の縫腋の袍と違い闕腋の袍は脇が開いているため、半臂を略することができない。裾は下襲や袍と一体になっている。大刀を平緒で腰に結びつけて佩用する。
衣冠
男性の略礼装。元々は宮中に於ける宿直用の装束であったが、後に儀礼服化した。構成は内側から、小袖（こそで）、単（ひとえ）、指貫（さしぬき）、下襲（したがさね）、縫腋の袍（ほうえきのほう）。
直衣
狩衣
小直衣
水干
狩衣と、ほぼ同じ形であるが、襟を止めるための長い紐が付いている点と菊綴が2個ずつ4ヶ所に付いている点が異なる。着方も、裾を袴の中に入れる場合と入れない場合、襟を狩衣と同様にする場合とＶ字型にする場合がある。

## 女性の装束

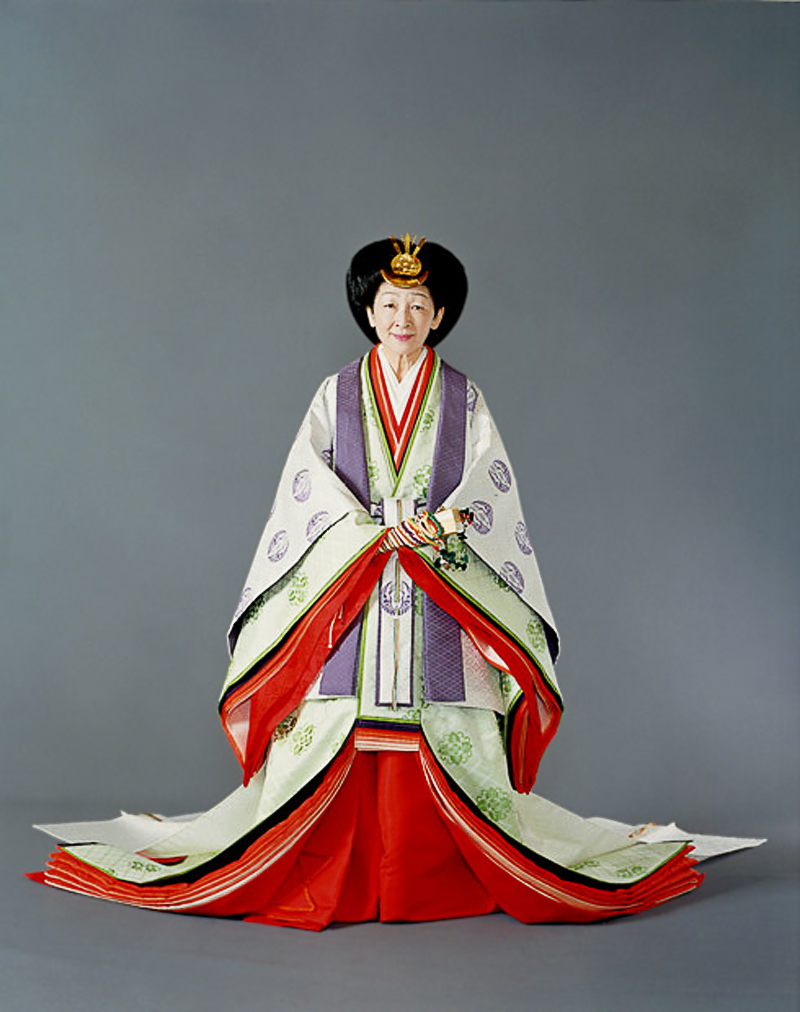
皇后時代、五衣唐衣裳を着用する美智子。白地の唐衣は皇后のみに許される

礼服即位式の際、式に出席する女官が着用。
物具装束下記唐衣裳装束に比礼（ひれ）、桾帯（くんたい）を追加、髪の毛を結い上げ、宝冠（ほうかん）を挿す。奈良時代の風俗を残す、鎌倉時代までの女性の最高礼装。
唐衣裳装束十二単と通称され、物具装束が廃れた現在では、最高の女性の装束とされる。構成は内側から、小袖（こそで）、長袴（ながばかま）、単（ひとえ）、五衣（いつつぎぬ）、打衣（うちぎぬ）、表衣（うわぎ）、唐衣（からぎぬ）、裳（も）。小袖の色は常に白、袴は捻襠（ねじまち）仕立てで、色は平安時代には未既婚にかかわらず常に緋とされたが江戸時代以降は未婚者は濃紫（こき）、既婚者は緋とされた。
袿袴袿を参照。
采女装束
水干男性の水干と同様であるが必ず白になる。裾を緋の長袴（唐衣裳装束と共通）の中に入れ、金の烏帽子を被る。

## 少年少女の装束
半尻
狩衣の少年版。後身頃が尻の半分くらいまでであることが名前の由来。
水干
男性の水干と同様であるが菊綴が5ヶ所となり、背中の菊綴が両肩に付く点が異なる。また、袴にも菊綴が付く。
細長
現行の細長は袿に似ているが衽（おくみ）がない点が異なる（その下の単には衽がある）。小袖、袴、単、共に濃紫になる。細長の袍（闕腋（けってき）の袍の少年版、袴は表袴）を指す場合もある。
汗衫
本来は下着のこと。現在は絽、紗、等の薄物で単と同様に仕立てた袿の一種。小袖と袴は共に濃紫になるが単は汗衫と共に明るい華やかな色彩になる。薄物で仕立てた細長の袍を指す場合もある。
袙袴
袙を参照。

## 神職・巫女・稚児装束
明治以降国家によって祭祀制度が整えられていく際、神職の服制に関して衣冠・狩衣を用いるよう制度化された。
- 男性神職装束：大祭式に衣冠、中祭式に斎服（白色の衣冠）、小祭式・その他の雑祭については狩衣或いは浄衣を用いる。
→神職
- 女性神職装束
- 神楽装束：浦安の舞の装束が、唐衣裳姿を参考に製作された。
- 巫女装束：白小袖（白衣）に緋袴を履く点で平安装束の延長線にあると考えられる。
- 稚児装束

## 平安装束が見られる祭り・イベント等
- 北海道
- 東北
- 北関東
  - 3月上旬：石段ひなまつり（群馬県渋川市）
- 南関東
  - 6月中旬：山王祭／日枝神社（東京都千代田区）
- 中部
- 京都府
  - 1月3日：かるた始め式／八坂神社（京都市東山区）
  - 5月15日：葵祭／下鴨神社、上賀茂神社（京都市左京区・北区）
  - 5月上旬：三船祭／車折神社（京都市右京区）
  - 9月下旬：斎宮行列／野宮神社（京都市右京区）
  - 10月22日：時代祭／平安神宮（京都市左京区）
- 近畿（京都府を除く）
  - 3月下旬：あいの土山斎王群行（滋賀県甲賀市）
  - 6月上旬：斎王まつり（三重県明和町）
  - 6月下旬吉日：天神祭／大阪天満宮（大阪府大阪市）
- 中国
- 四国
- 九州

## ギャラリー

束帯姿の天皇ら
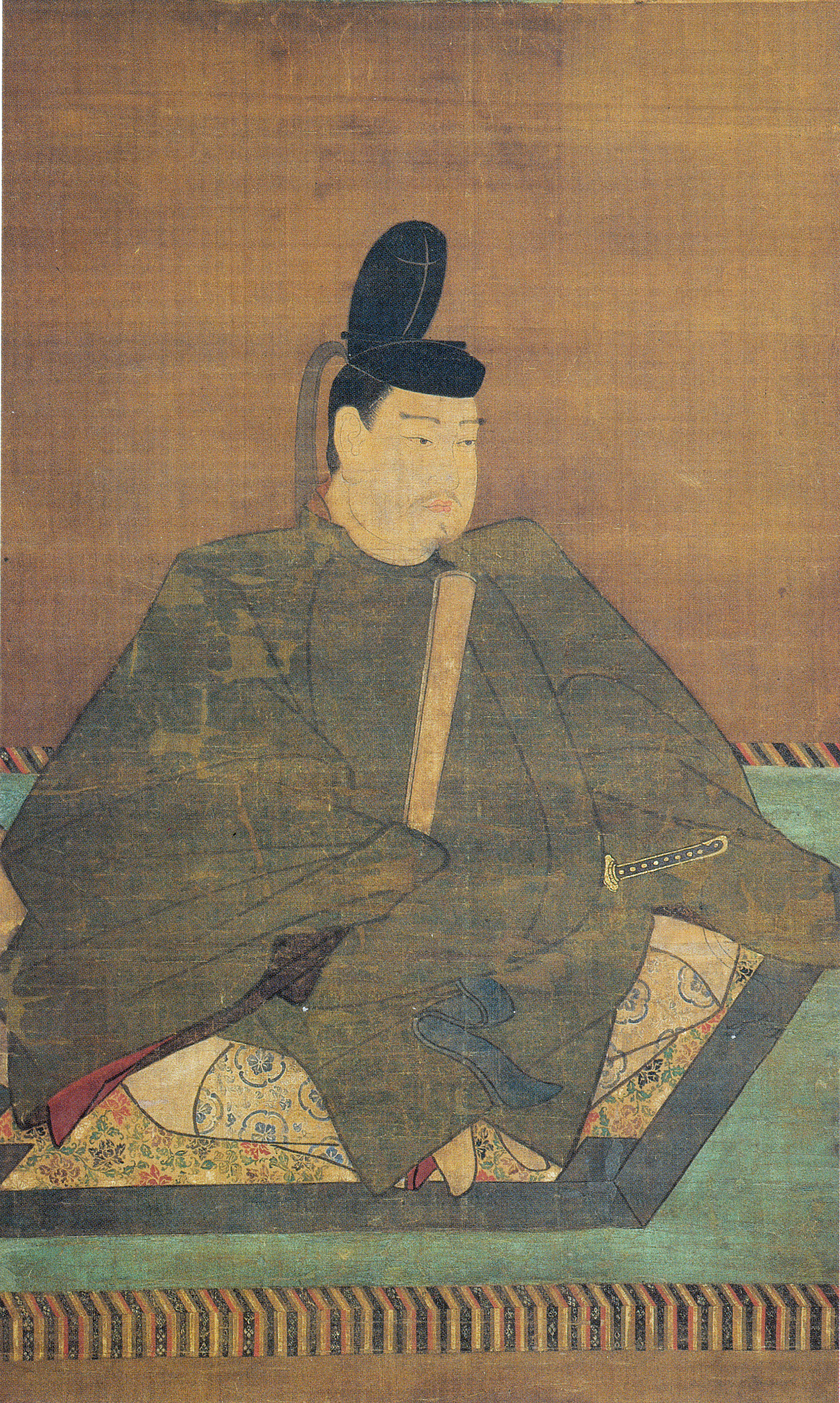
第45代聖武天皇
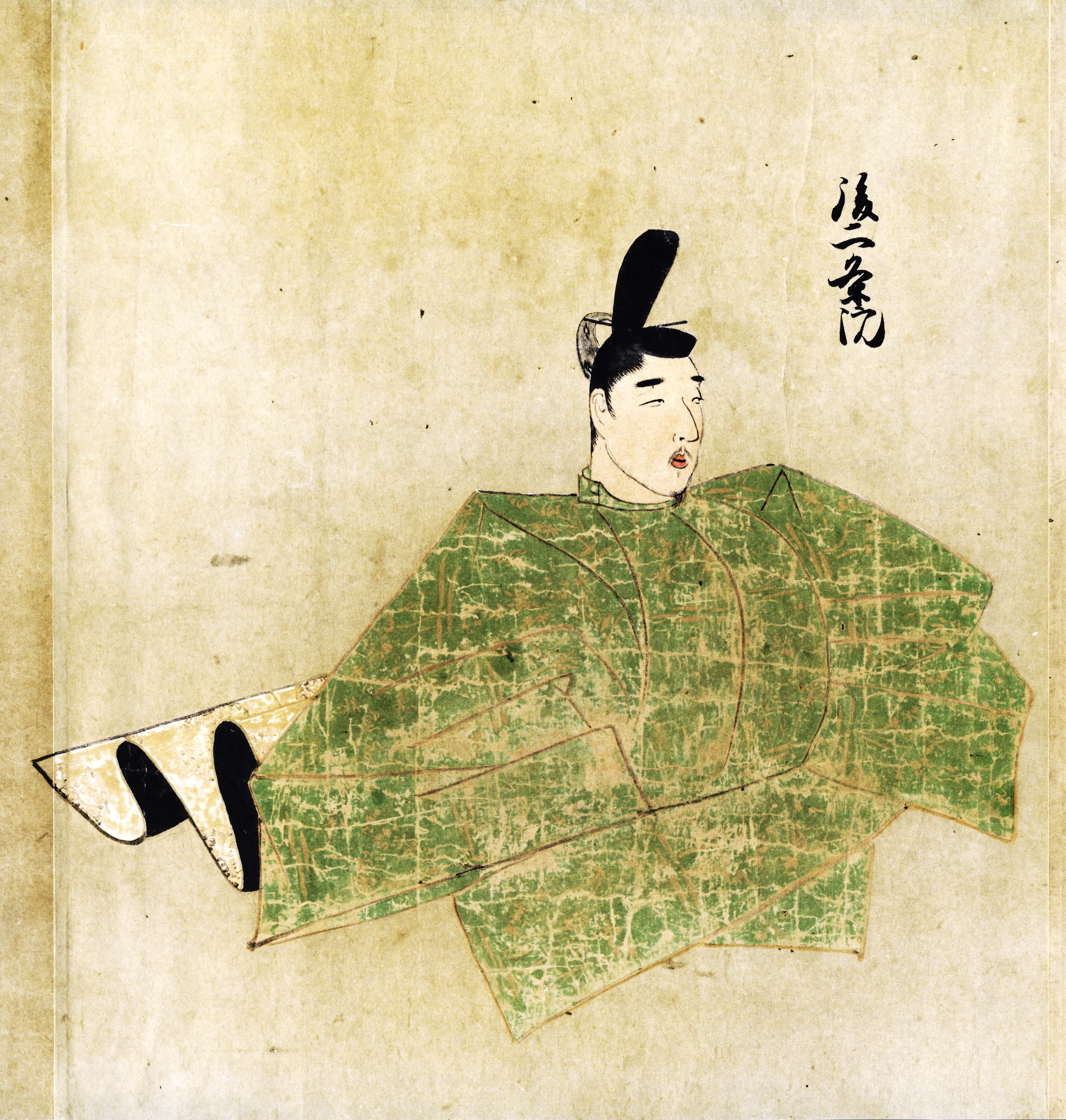
第94代後二条天皇
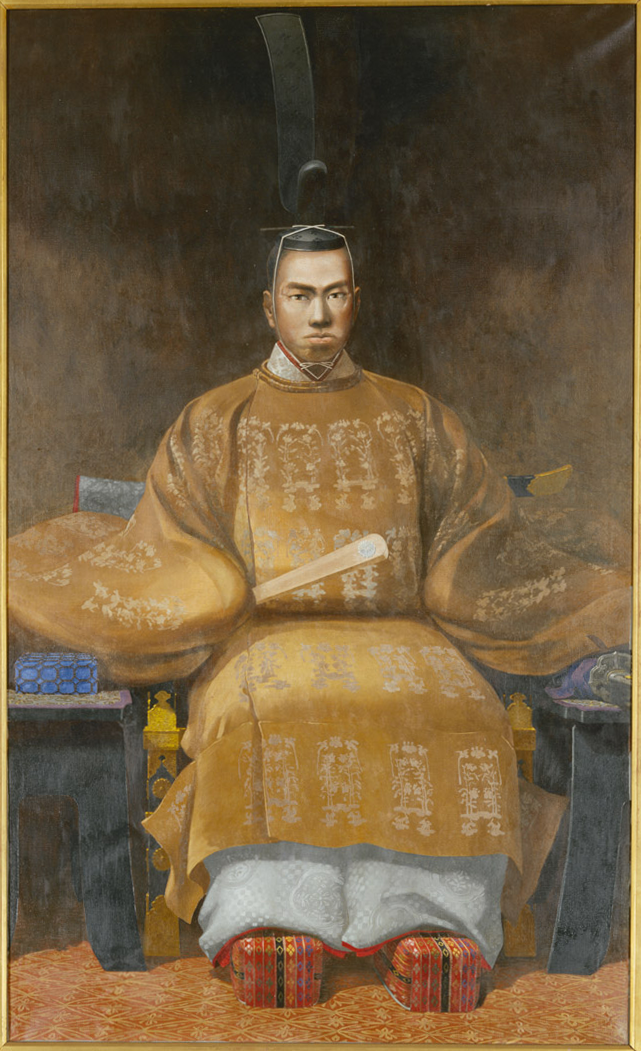
第121代孝明天皇
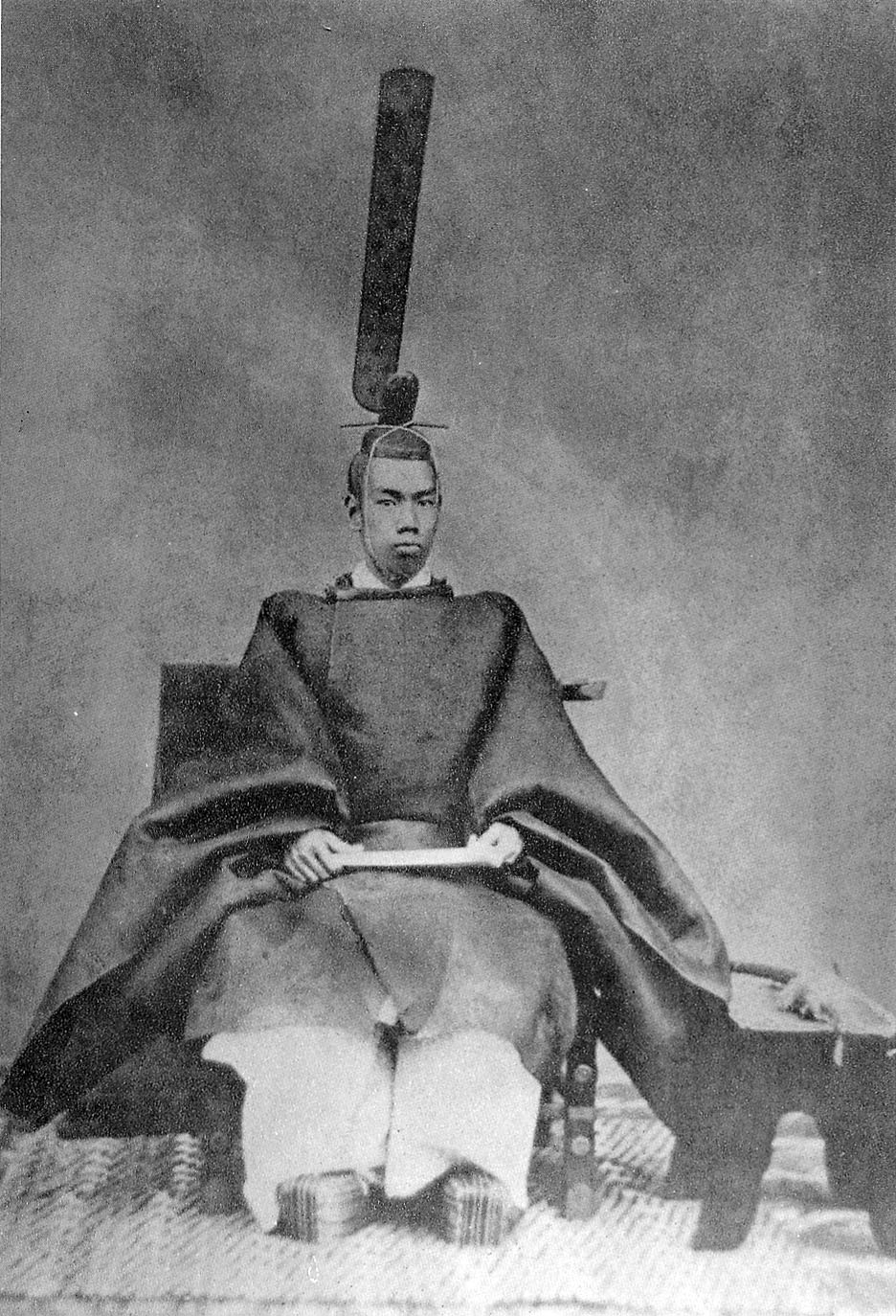
第122代明治天皇
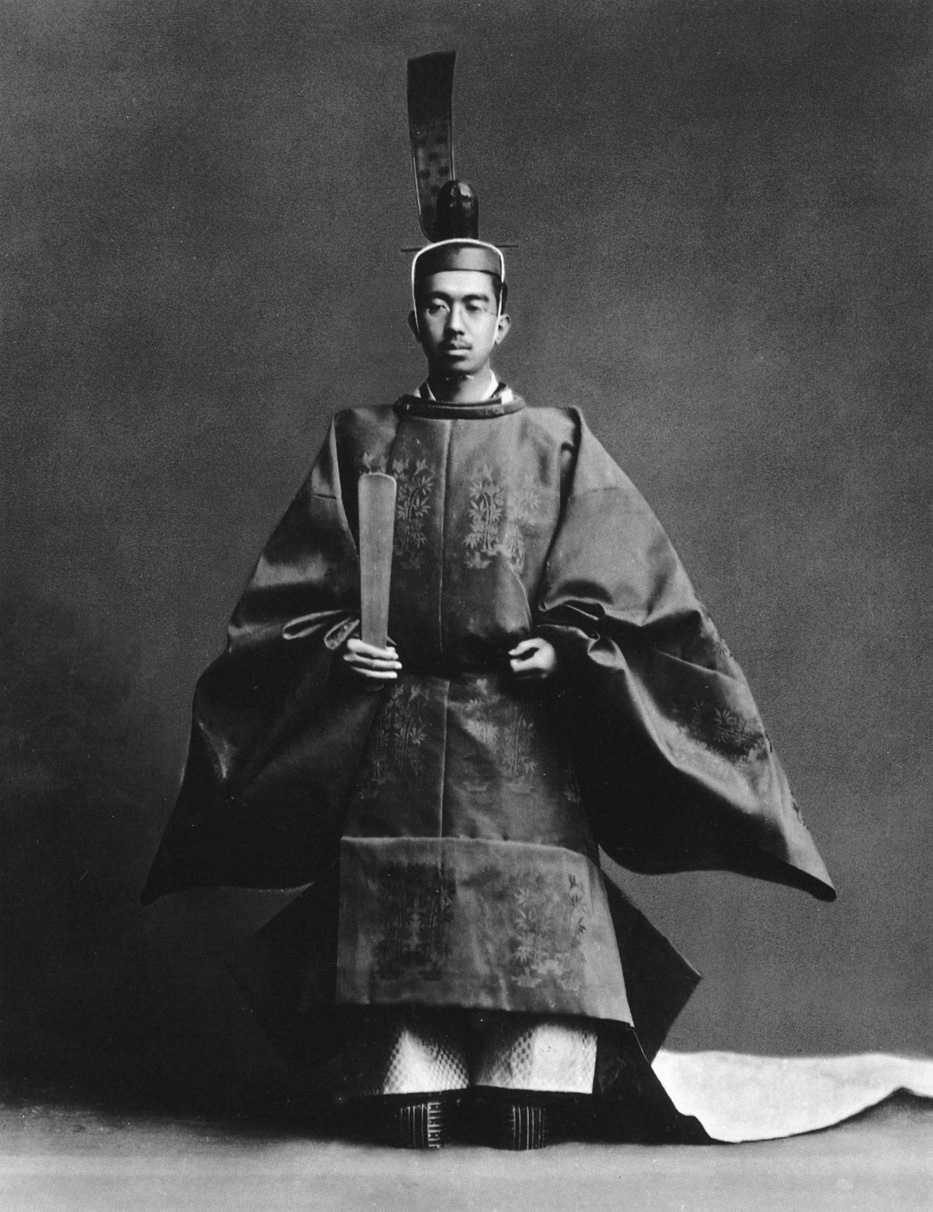
第124代昭和天皇
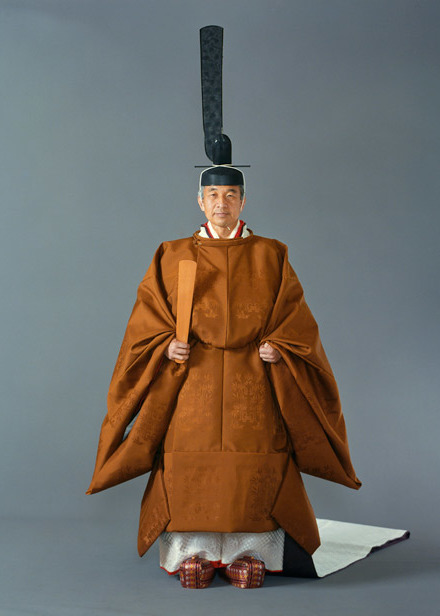
第125代明仁、黄櫨染御袍
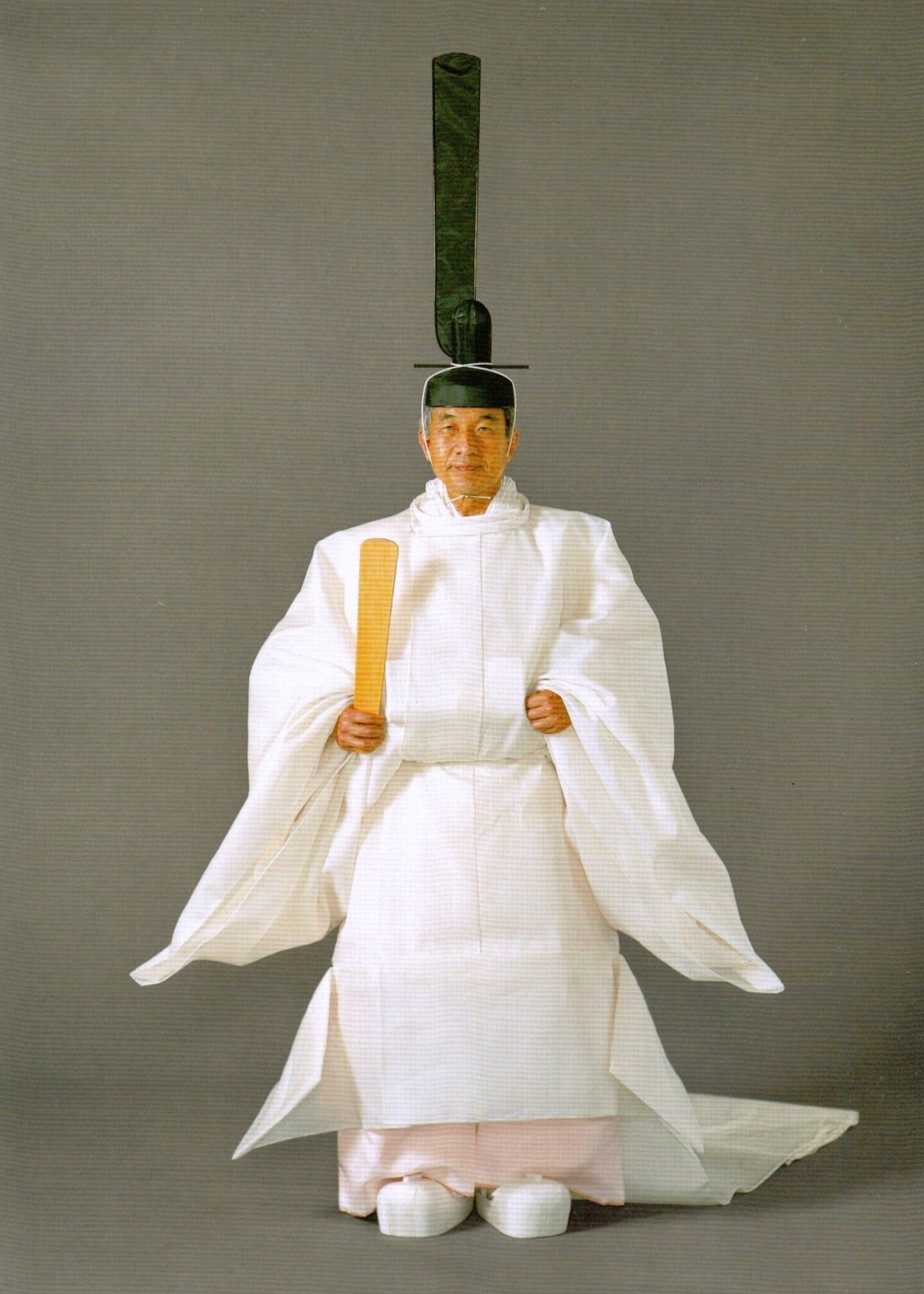
明仁、帛御袍

束帯姿の皇族ら
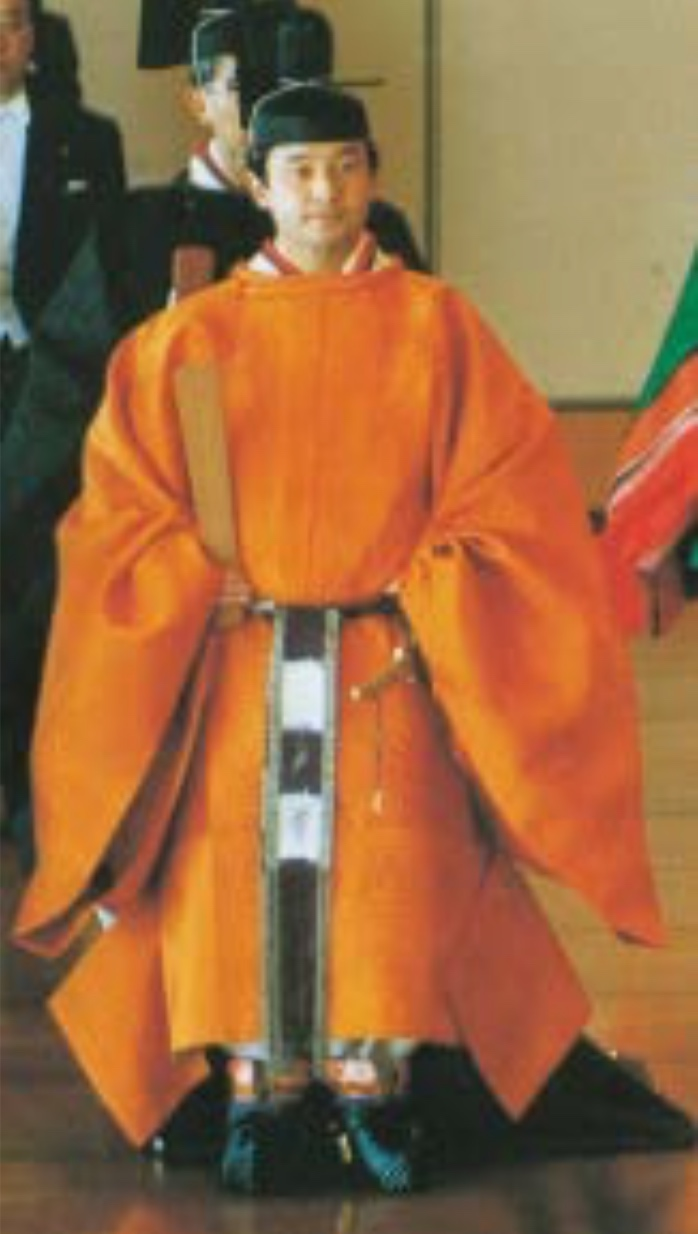
皇太子徳仁親王（当時）、黄丹袍
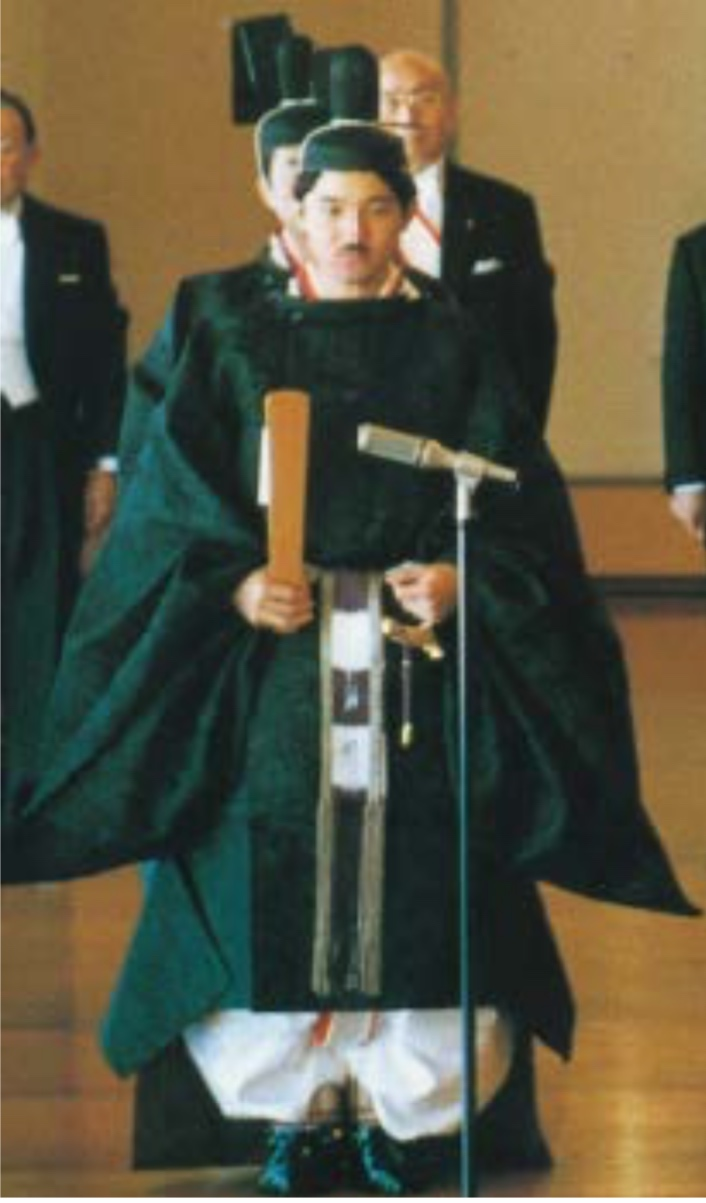
秋篠宮文仁親王
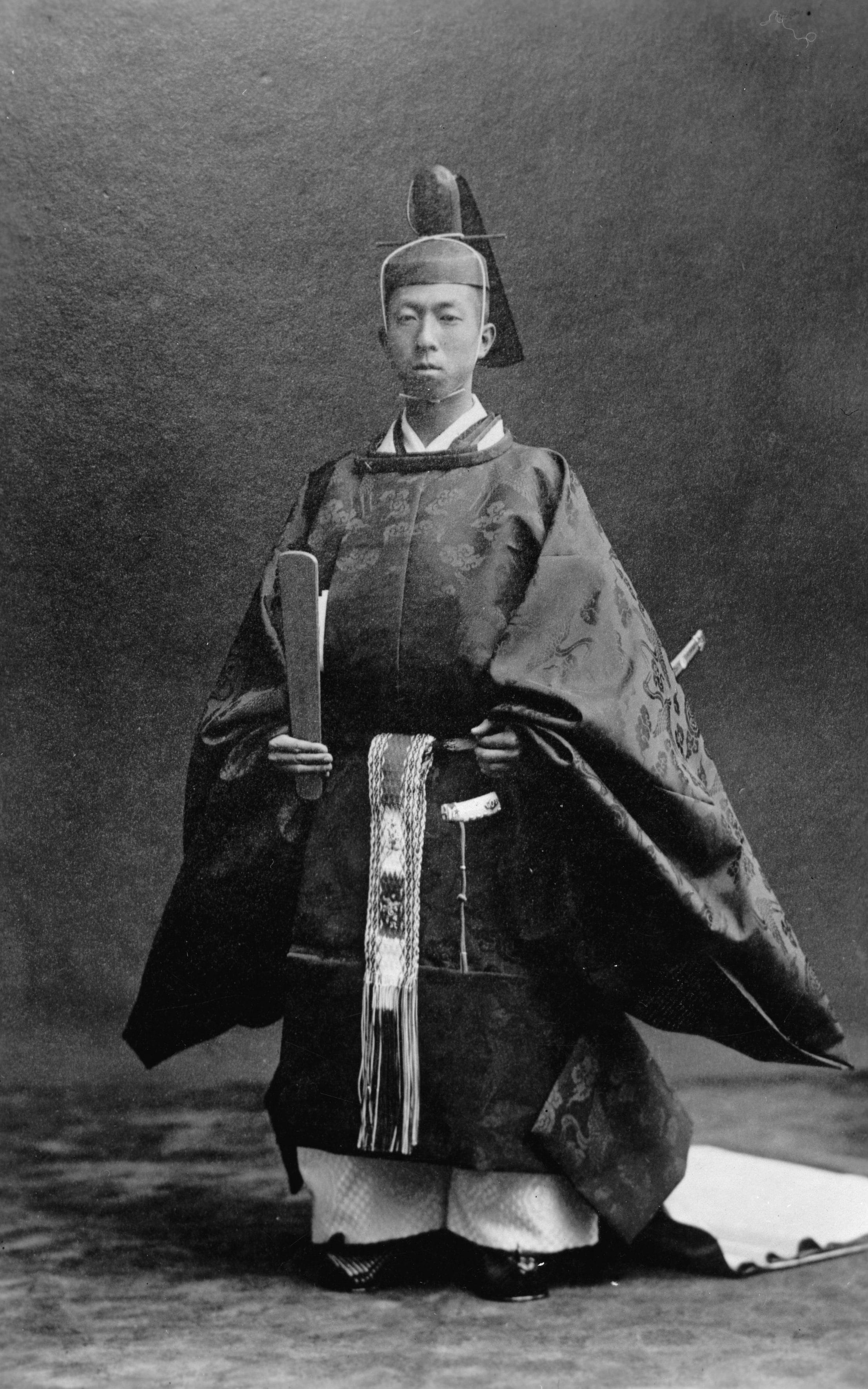
三笠宮崇仁親王
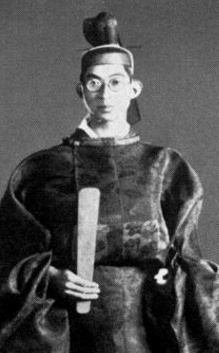
秩父宮雍仁親王
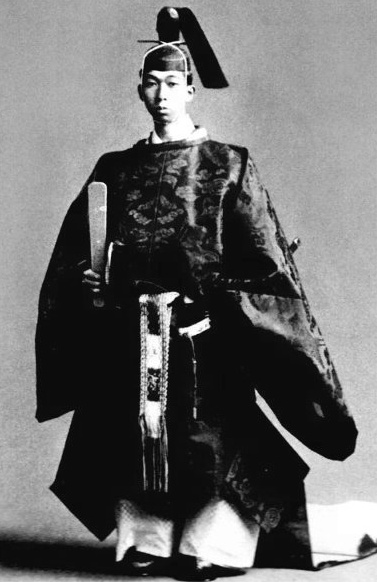
高松宮宣仁親王
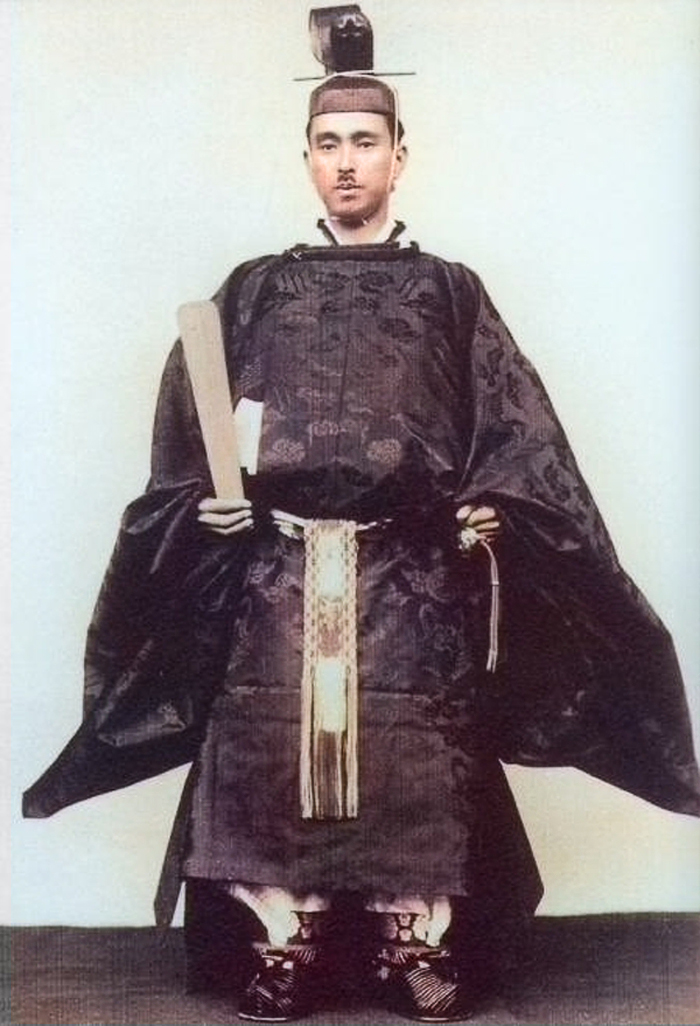
朝香宮鳩彦王
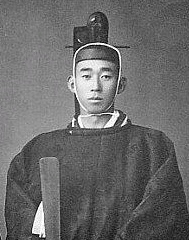
孚彦王
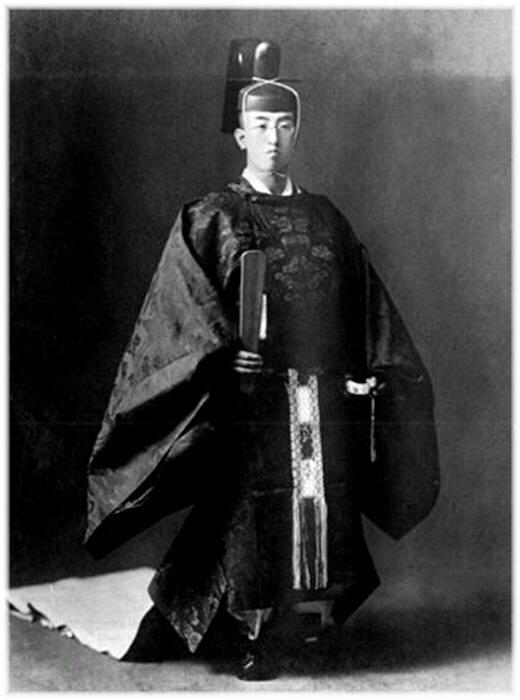
賀陽宮恒憲王
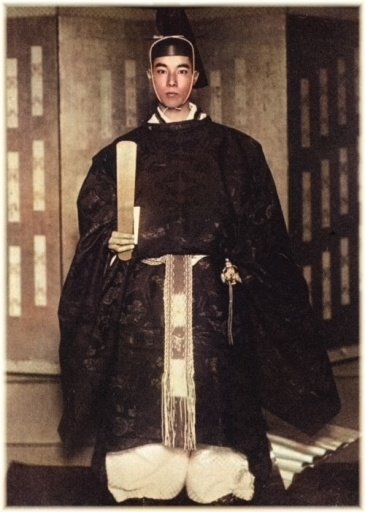
萩麿王
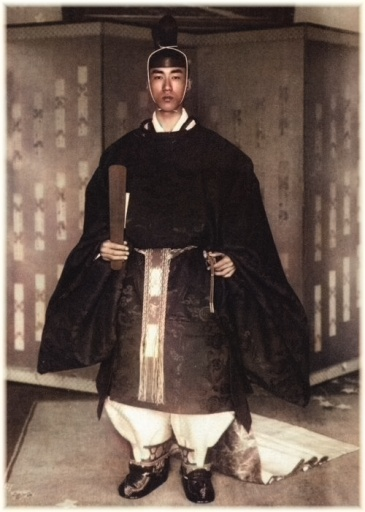
茂麿王
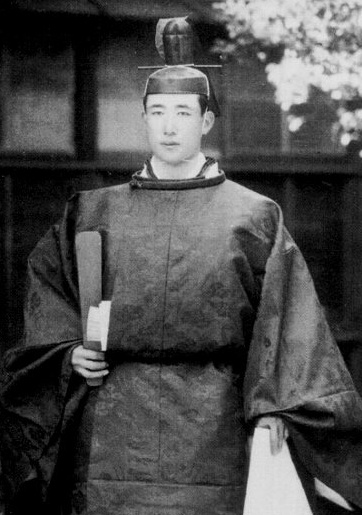
北白川宮永久王
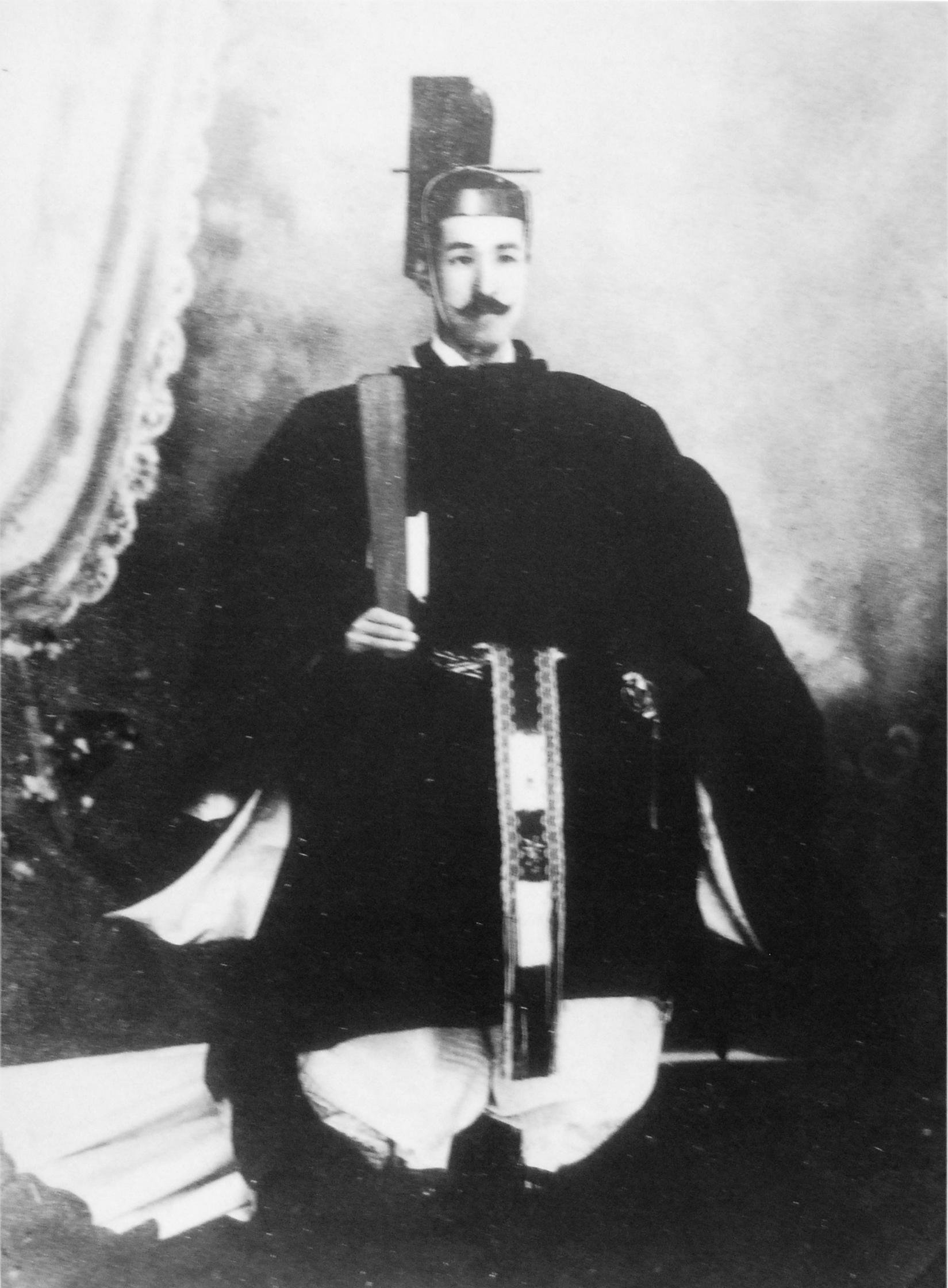
竹田宮恒久王
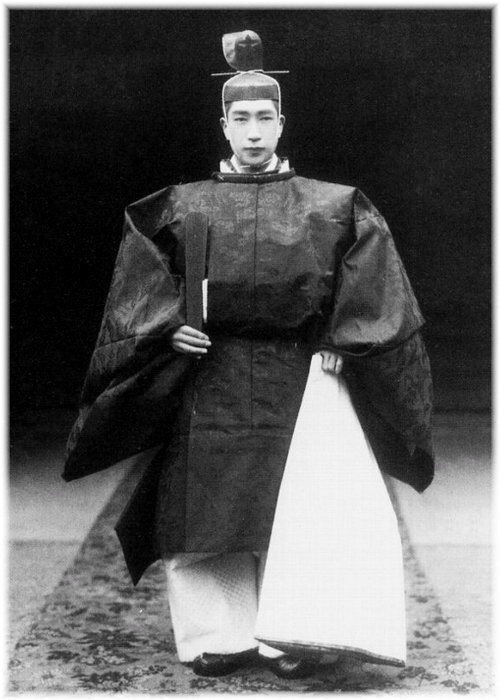
竹田宮恒徳王
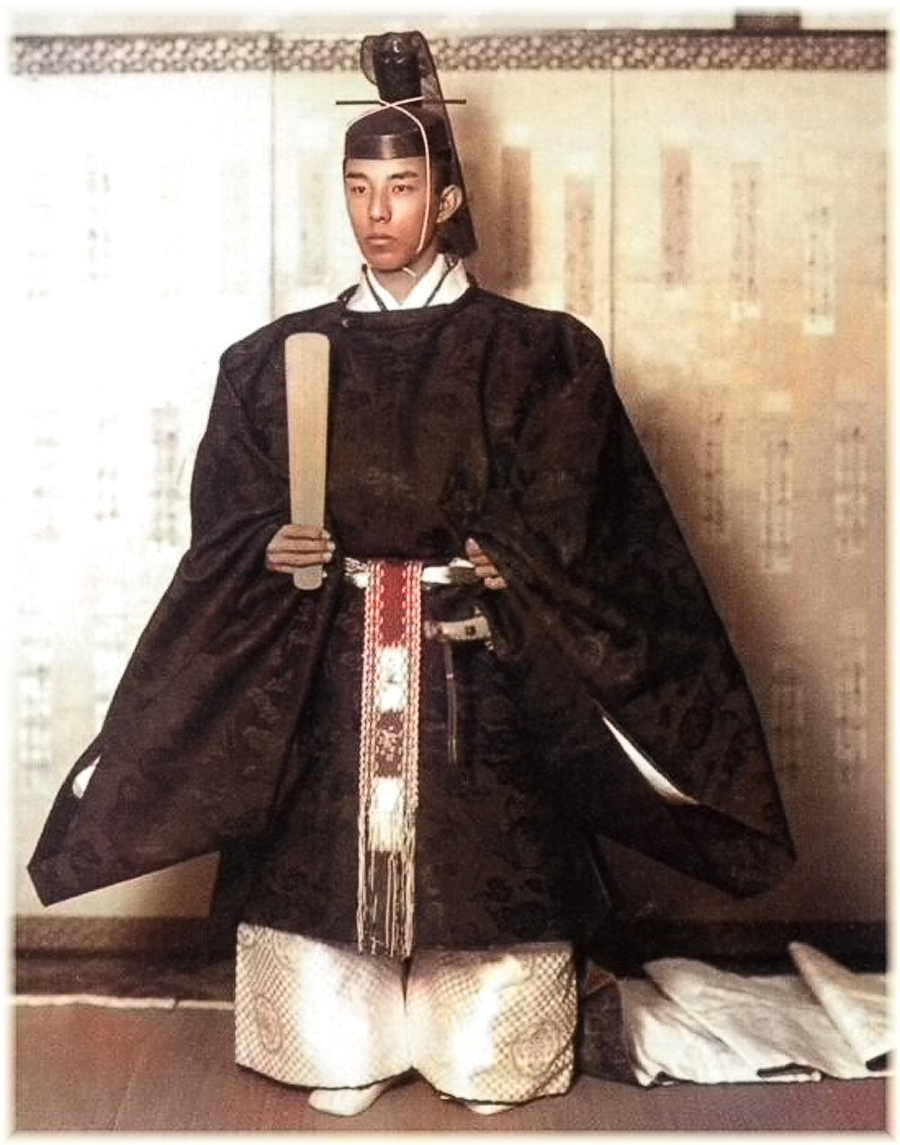
藤麿王
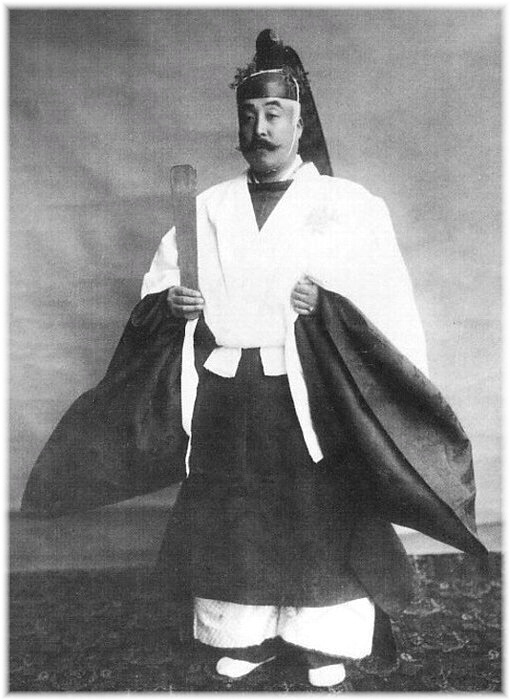
梨本宮守正王
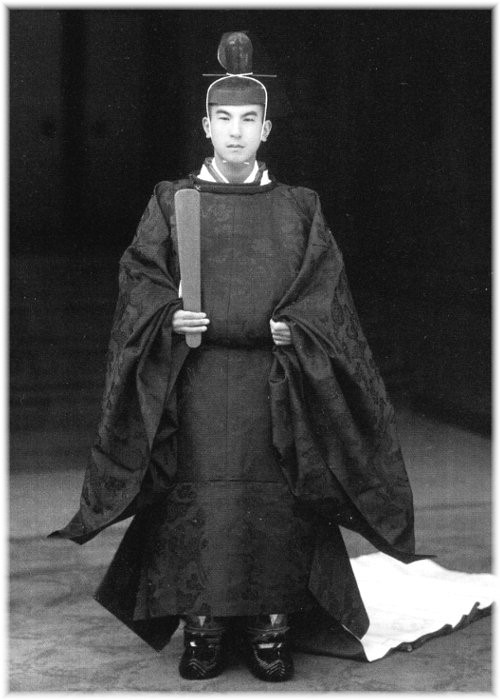
徳彦王
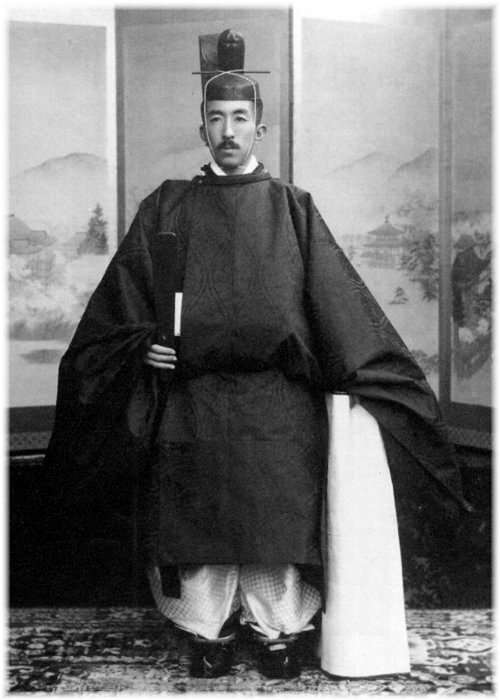
山階宮菊麿王
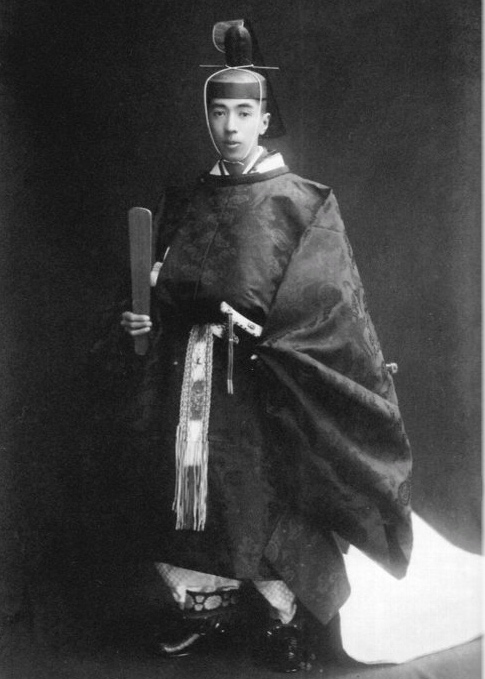
山階宮武彦王